# Hiperprolaktynemia
Hiperprolaktynemia – podwyższone stężenie prolaktyny we krwi. Osiowe objawy hiperprolaktynemii dają obraz wtórnego hipogonadyzmu hipogonadotropowego.

## Etiologia
Głównymi przyczynami hiperprolaktynemii są: 
- zmniejszenie aktywności dopaminergicznej podwzgórza
- stosowanie leków, które bezpośrednio lub pośrednio modyfikują wydzielanie dopaminy
- zmiany organiczne przysadki:
  - łagodne guzy (gruczolaki) przysadki mózgowej wydzielające prolaktynę (prolactinoma) lub hamujące dopływ dopaminy do przysadki
  - guzy okolicy podwzgórzowo-przysadkowej uciskające lejek przysadki
  - zespół pustego siodła
- niewydolność nerek
- marskość wątroby
- ektopowe wydzielanie PRL, np. przez raki płuc lub nerek
- pierwotna niedoczynność tarczycy

Hiperprolaktynemia może pojawiać się w stanach fizjologii:
- podczas ciąży
- podczas karmienia piersią
- wskutek stresu
- podczas snu
- po stymulacji brodawek sutkowych lub całego gruczołu mlekowego
- po stosunku płciowym

## Rozpoznanie
O hiperprolaktynemii mówimy kiedy stężenie prolaktyny jest wyższe niż 20 ng/ml u kobiet i 15 ng/ml u mężczyzn. Hiperprolaktynemię czynnościową rozpoznaje się po teście z metoklopramidem: po podaniu 10 mg metoklopramidu powinien nastąpić 2-5 krotny wzrost stężenia PRL. 
W gruczolakach przysadki stężenie prolaktyny często przekracza 100 ng/ml.
Guzy okolicy przysadkowo-podwzgórzowej czasami powodują zaburzenia pola widzenia przez ucisk na skrzyżowanie wzrokowe - konieczne jest także badanie okulistyczne.
Badania obrazowe mózgu: tomografia komputerowa wysokiej rozdzielczości, rezonans magnetyczny z kontrastem.

## Objawy
Objawy u kobiet:
- wtórny brak miesiączki
- zaburzenia płodności
- mlekotok (30-90%)
- osteopenia, osteoporoza

Objawy u mężczyzn:
- zaburzenia płodności
- zaburzenia erekcji
- obniżenie libido
- ginekomastia
- osteopenia/osteoporoza

## Leczenie
Istnieją dwie zasadnicze metody leczenia: farmakologiczne i chirurgiczne.
W pierwszym rzędzie stosuje się leki aktywujące receptory dopaminy typu D2 laktoforów - komórek wydzielających prolaktynę i/lub zmianie leków obniżających stężenie dopaminy.
Stosowane leki: bromokryptyna, lizuryd, pergolid, chinagolid i kabergolina.
Bromokryptyna skutkuje u ponad 70% pacjentów, ale jej skutkiem ubocznym często są nudności. Wtedy stosuje się pergolid lub bardziej selektywne: chinagolid i kabergolinę. Po roku, dwóch można zaprzestać podawania leków - u około 1/6 poziom prolaktyny pozostaje wtedy w normie.
W przypadku hiperprolaktynemii polekowej modyfikuje się leczenie podstawowe.
Leczenie neurochirurgiczne stosuje się, gdy leki okazują się niewystarczająco w obniżaniu stężenia prolaktyny, stwierdza się nietolerancję lub oporność na leki, stwierdza się duże guzy z pojawieniem się objawów uciskowych, stwierdza się znaczną dynamikę wzrostu guza oraz u kobiet z guzem typu macroprolactinoma planujących ciążę. W niektórych przypadkach stosuje się
radioterapię jako uzupełnienie leczenia neurochirurgicznego.